# Салман Саваджи
Джамал ад-Дин Салман ибн Мухаммад Саваджи (перс. خواجه جمال‌الدین سلمان بن خواجه علاءالدین‌محمد‎) (около 700/1300 — 778/1377  гг.) — иранский поэт и тонкий знаток поэтической техники, автор многих стихотворных произведений. Родился в культурной семье, и, благодаря своему таланту, быстро снискал себе славу и был признан одним из корифеев поэзии своего времени. Навои в области касыды недосягаемыми образцами считает ходжу Салмана Саваджи, которого он называет 

«проворным всадником на ристалище касыды и несравненным творцом слова»— Навои. Мухакамат ал-лугатайн, с. 24—25
. 
Как пример можно рассмотреть касыда Салмана Саваджи, начинающаяся так:
Блеск чистоты лика твоего пристыдил весну,

воздух рая улицы твоей рассеял татарский мускус.

Если цветник получит весть о чистоте твоей,

розы, стыдясь лика твоего, вовеки не принесет он.
Эта огромная касыда состоит из 160 бейтов. Она представляет собой мувашшах, т. е. если извлечь из каждых двух-трёх бейтов подчеркнутые слова, то мы получим новые бейты уже иного размера:
Блеск чистоты твоего лика имеет свойства цветника,

воздух рая твоей улицы имеет вечную жизнь.
Но этим возможности касыды Салмана ещё не исчерпываются. Дополнительных бейтов в разных местах из неё извлекается 59. Они содержат в себе 120 явных риторических фигур и 281 фигуру скрытую. Так, уже первый бейт содержит фигуру тарси, т. е. все составляющие его слова попарно рифмуются и имеют тоже количество и качество слогов: сафаи — хавай, сафвати — чаннати, руйат — куйат, бирихт — бибихт, баxaр — татар.
Но и этим фокусы не исчерпываются. Первые буквы всех бейтов образуют три бейта с посвящением везиру Гийасаддин Мухаммаду; из средних букв первых полустиший возникает кыт'а из девяти бейтов, в которых ни разу не встречается буква «'алиф»; из средних букв вторых полустиший возникает кыт'а из семи бейтов, состоящая только из букв, не имеющих диакритических точек, и, наконец, отмеченные чёрточками буквы образуют ещё газель из пяти бейтов.

Сборник стихов Салмана Саваджи содержит около 11 тысяч бейтов. Он слагал стихи во всех поэтических формах и жанрах. По убеждению исследователей, он был настоящим мастером поэзии. Но наибольшую известность Салман Саваджи получил как самый красноречивый поэт в честь царей и старейшин (одописец). Крупнейший иранский поэт-лирик Хафиз Ширази высоко оценил его талант. В стихотворениях Салмана отражены его мистические склонности.

Умер 12 сафара 778 года по лунной хиджре в иранском городе Саве.
Тот — человек, в чьём сердце — доброта,

Лишь тот, кто от чужой страдает боли.

А правоверный он, иль раб Христа,

Иль многобожец — мне не всё равно ли? 
Перевод Наума Гребнева